# モスフェットルスバイル
モスフェットルスバイル（アイスランド語：Mosfellsbær）は、アイスランド南西部の町。首都レイキャビクの約12キロメートル東に位置し、中心部からは車で約15分。2019年の人口は1万1463人。「緑の町」とも呼ばれる。

## 歴史
1900年の人口は400人であった。
1933年からは首都地域に暖房やプール用の温水を供給している。
20世紀後半から熱資源活用と羊毛産業によって人口が急増した。
1999年12月1日の人口は5,849人であった。

## 著名人
- エギル・スカラグリームスソン（910年ごろ-990年ごろ） - 詩人、首領、戦士。財宝とともに町の近くに埋葬されたと伝えられる。
- オーラヴル・アルナルズ（1987年-） - 作曲家、演奏家。モスフェットルスバイル出身。
- シガー・ロス - ポストロックバンド。スタジオがモスフェットルスバイルにある。
- ハルドル・ラクスネス（1902年-1998年） - 1955年にノーベル文学賞を受賞。名誉町民。
- ロバート・インギ・ダグラス（英語版）（1973年-） - 映画監督。モスフェットルスバイル出身。

## 姉妹都市
- ロイマー（英語版）（フィンランド・南西スオミ県）
- シーエン（ノルウェー・テレマルク県）
- ティステズ（英語版）（デンマーク・北ユラン地域）
- ウッデヴァラ（スウェーデン・ヴェストラ・イェータランド県）